# Музей памяти жертв репрессий
Государственный музей Памяти жертв репрессий (узб. Qatag’on qurbonlari xotirasi davlat muzeyi) — музей в Ташкенте, расположен на территории мемориального комплекса «Шахидлар хотираси». Входит в число уникальных объектов Республики Узбекистан. 

## История
Музей был образован в соответствии с Указом Президента Республики Узбекистан «Об учреждении Дня поминовения жертв репрессий» от 1 мая 2001 года и Постановлением Кабинета Министров Республики Узбекистан от 8 ноября 2002 года № 387. Учитывая значение музея «Памяти жертв репрессий» и согласно Постановлению Президента Республики Узбекистан от 5 мая 2008 года экспозиция музея была обновлена. Предложения и комментарии Президента Республики Узбекистан Мирзиёева Шавката Миромоновича, высказанные во время посещения музея 31 августа 2017 года, по случаю Дня поминовения жертв репрессий, заложены в основу Постановления Кабинета Министров Республики Узбекистан «О мерах по созданию Государственного музея Памяти жертв репрессий при Кабинете Министров Республики Узбекистан и региональных музеев Памяти жертв репрессий при высших учебных заведениях» (№ 936 от 22.11.2017 г.). Согласно данному Постановлению музей переведён в ведомство Кабинета Министров Республики Узбекистан, его деятельность расширена и усовершенствована. 

## Здание музея
Музей расположен на территории мемориального комплекса «Шахидлар хотираси», где с начала 20-х годов и до конца 30-х годов XX века происходили массовые казни репрессированных. Первоначально здание музея было однокупольным с одним экспозиционным залом площадью 400 м2. Экспозиция включала 6 разделов.
Нынешнее здание – 2-х купольное и состоит из 3-х залов.
Общая экспозиционная площадь – 960 м2. Айван (терраса) 640 м2, подвал 1568 м2.
Обновлённая экспозиция музея состоит из 10 разделов.

## Описание
Экспозиция музея разделена на 10 разделов, относящихся к разным периодам истории Узбекистана с конца XIX века до обретения независимости. Отдельная экспозиция (десятый раздел) посвящена периоду независимости.
1 раздел. Колонизация Средней Азии (Туркестана) царской Россией и борьба местного населения против колонизаторов. Данный раздел посвящён колониальному периоду в истории Узбекистана. Тысячи наших патриотов сложили свои головы, сражаясь за свободу и независимость нашего края в описываемый отрезок времени. На протяжении всего колониального периода, длившегося около 150 лет, продолжалась непрерывная борьба за независимость. Именно поэтому, освещение исторической правды о наших предках, пожертвовавших собой во имя свободы, увековечивание их памяти – являются важнейшими направляющими аспектами экспозиции музея. В качестве экспонатов раздела представлены материалы, связанные с историей завоевания Средней Азии со стороны царской России и борьбой местного населения против колониального гнёта.
2 раздел. Движение национального возрождения, его проявления и практические направления. В результате колониальной политики в конце XIX — начале XX века, политический строй, экономика и культура Туркестана оказались в кризисном состоянии. Передовая интеллигенция края основала просветительское движение в целях освобождения страны из под гнёта царской России, пробуждения нации, открытия новых путей не только экономического, но и культурного развития страны. В Туркестане это движение получило название «джадидизм». В качестве своей основной задачи, джадиды рассматривали повышение культурного и образовательного уровня местного населения. В этом разделе экспозиции помещены портреты самых ярких представителей просветительского движения джадидов. Здесь же: фото созданных ими новометодных школ, образцы национальной периодической печати Туркестана, афиши театральных постановок любительских театральных трупп Коканда и Андижана.
3 раздел. Ликвидация Туркестанской Автономии и начало репрессивной политики советского государства (1917–1924 годы). Февральская революция 1917 года в России и отречение императора привели к резким политическим изменениям в Туркестане. Царская власть в регионе была упразднена, но новообразованное правительство воспринимало Туркестан как российскую колонию, и установило здесь такую же политическую систему, как и в России. Революционные настроения в России оказали существенное влияние на движение национального просвещения. В Туркестане начинают образовываться первые национальные общественные организации такие как «Шура-и-Ислам» и «Уламо». В октябре 1917 года большевики совершили государственный переворот в России. В Ташкенте 1 ноября большевики арестовали членов комитета Временного правительства Туркестана и объявили об установлении Советской власти в Туркестане. 26-28 ноября 1917 года выходит декрет Советского правительства о том, что каждый народ сам волен выбирать свою судьбу. Национальное прогрессивное движение Туркестана в Коканде созывает IV чрезвычайный съезд мусульман Туркестана. На съезде обсуждались различные вопросы, включая идею создания Туркестанской Автономии. Большинством голосов Туркестан был объявлен Автономией. Однако большевики отказались её признать и 19 февраля 1918 года Красная Армия начала наступление на Коканд. Данный раздел содержит документальные свидетельства разгрома Туркестанской автономии, просуществовавшей всего 72 дня.
4 раздел. Движение противостояния угнетению и насилию, а также вооружённые выступления в Средней Азии (1918–1924 годы). Насилие Советской власти стало причиной резкого недовольства и сопротивления народа. По всей стране начались вооружённые движения против Советской власти. В особенности в Ферганской долине движение приняло резкий и массовый характер. Предводителями сопротивления выступили местные лидеры Мадамин-бек, Катта Эргаш, Шермухаммадбек. На карте указаны очаги вооружённых противостояний, начавшихся в феврале 1918 года и продолжавшихся вплоть до 1924 года.
5 раздел. Политика «коллективизации» и «раскулачивания» проводимая советским правительством, её трагические последствия (1930–1936 годы). Этот раздел посвящён репрессиям советской власти в сфере экономики. В начале 1920—1930 годов в СССР начались насильственные процессы «коллективизации» и «раскулачивания». Тысячи дехканских хозяйств были переданы государству. Материалы экспозиции рассказывают о том, как советская власть объявляла десятки тысяч людей «кулаками», конфискуя их жильё и имущество, отправляла в ссылку целыми семьями и не только крупных землевладельцев, но также и ремесленников – кустарников, купцов, арендодателей, предпринимателей, дехкан, представителей духовенства и всех тех, кто использовал подённую наёмную силу. На карте показаны направления, по которым отправляли ссыльных из Узбекистана. Также, в разделе представлены макеты вагонов, в которых перевозили «кулаков», «палатки-землянки», в которых вынуждены были жить ссыльные. Видеоматериалы содержат воспоминания детей, чьи родители были «раскулачены» и высланы из страны и о том, в каких тяжёлых условиях они были вынуждены жить и трудиться.
6 раздел. Политические репрессии начала 30-х годов (1929—1936). К началу 1930-х годов система административной бюрократии прочно укрепилась и мобилизовала всю свою мощь в деле широкой пропаганды идеологии большевизма. Именно в это время усилились притеснения и гонения на тех, кто выступал против существующей идеологии антинаучных и бесчеловечных реформ, проводимых советской властью в социально-экономической и культурной сферах. В частности, репрессиям подверглись представители местной интеллигенции, противопоставлявшие национальные ценности идеологии большевизма, участники движения сопротивления 1918—1924 годов и их родственники. Инакомыслящие отправлялись в лагеря и привлекались к строительным работам на таких крупных объектах, как «Беломорканал», «Белбатлаг» и «Дмитлаг», где преимущественно использовался труд политических заключённых. 
7 раздел. Политические репрессии 1937—1938 годов. Политические репрессии советской власти под руководством И. В. Сталина в период 1937—1938 годов, несомненно, являются одной из самых трагических страниц в истории человечества. В то время, любое инакомыслие или действие против советской власти и её идеологии жёстко пресекались. Эти действия, прежде всего, были направлены против государственных деятелей, партийных и правительственных кадров. Не только выдающиеся представители национальной интеллигенции — учёные, писатели, деятели культуры и искусства, но и члены их семей стали жертвами репрессий того времени. В экспозиции представлены фотографии известного государственного деятеля Файзуллы Ходжаева. В то время, он являлся главой Узбекской ССР. Сам он был расстрелян, а вся его семья и ближайшие родственники: отправлены в тюрьму. Здесь же размещены фотографии таких выдающихся узбекских поэтов и общественных деятелей, подпавших под репрессии как: Чулпан, Фитрат, Акбар Рустамов, Абдулхай Таджиев. Фотографии студентов, отправленных на учёбу в Германию в 1922 году, впоследствии обвинённых в шпионаже в её пользу и расстрелянных перед началом второй мировой войны. 
8 раздел. Политические репрессии 1940-1950-х годов. Вторая мировая война (1939-1945 годы) несомненно, одна из самых больших трагедий в истории человечества. 22 июня 1941 года гитлеровская Германия внезапно напала на СССР. С первых дней войны народ Узбекистана приложил все возможные усилия для победы над фашизмом. В стране было объявлено военное положение, все ресурсы направлены на обеспечение обороны страны. Но даже в такие трудные дни советская власть не отказалась от репрессивной политики. Во время Второй мировой войны под предлогом «недопущения проявления сострадания к фашизму», начались этнические репрессии по отношению к национальностям, проживавшим на пограничных территориях. В итоге: тысячи корейцев, крымских татар, поляков, турков-месхетинцев, немцев Поволжья и представителей других национальностей, места расселения которых граничили с Японией, Турцией и Польшей, в принудительном порядке были депортированы из своих мест проживания в другие республики, в частности, в Узбекскую ССР. Обеспечение их кровом, работой и продуктами, легло тяжким бременем на плечи узбекского народа. В конце 1940-х и в начале 1950-х годов поднялась новая волна репрессий. Основной удар снова пришёлся на ряды передовой интеллигенции: представителей науки и искусства, поэтов и писателей, которые в своих произведениях затрагивали вопросы истории, быта и традиций, духовного наследие узбекского народа. В результате, они были обвинены в «идеализации прошлого», в национализме. 
9 раздел. Репрессии 1980-х годов: Превращение хлопка в монокультуру, культивируемую на территории Узбекской ССР, а также нерациональное использование природных ресурсов, в 1980-х годах привело к трагедии Арала. В это время плановая система ведения хозяйства вынуждала людей давать ложные цифры в отчётах на очередных съездах партии. Хищения и приписки являлись общей практикой на всей территории СССР. Однако, необходим был показательный процесс для всех союзных республик и, в результате, была организована громкая кампания названная «хлопковым делом», в процессе которой, тысячи невинных людей были осуждены на длительные тюремные сроки. Здесь же рассказывается об активной деятельности первого президента Узбекистана - Ислама Каримова, чья политическая карьера началась в 1986 году в Кашкадарье и который внёс существенный вклад в реабилитацию невинных жертв «хлопкового дела». 
10 раздел. Восстановление исторической справедливости, увековечение памяти жертв репрессий, важные исторические мероприятия, направленные на сохранение и развитие национальных ценностей в годы независимости. После обретения независимости на основе исторических фактов и архивных материалов была проведена широкомасштабная работа по восстановлению национальных ценностей и исторической справедливости. Восстановлена историческая правда по отношению к таким великим государственным деятелям и полководцам как Амир Темур, Захириддин Мухаммад Бабур, Мирзо Улугбек, Джалалиддин Мангуберди. Также, в разделе рассказывается, что за годы независимости была проделана колоссальная работа по восстановлению религ и культур ценностей, изучению истории, основ, культурного и архитектурного наследия ислама, которые вновь обрели своё почётное место в истории Узбекистана. В этом разделе, отражены широкие возможности, представленные для нашей молодёжи их высокие достижения и успехи в спорте, образовании, науке и технике, культуре и искусстве. 
В экспозициях музея содержаться фотографии наших соотечественников, большое количество документов и материалов, относящихся к политике репрессий того времени, карта ГУЛАГа, личные вещи жертв репрессий а также автомобиль ГАЗ 11-73, напоминающая об ужасах репрессий  1930—1938 годов. 
В залах установлены 10 сенсорных киосков и 9 мониторов, которые содержат редкие архивные материалы, воспоминания очевидцев, интервью, образцы национального музыкального творчества. Это позволяет посетителям музея полностью окунуться в атмосферу того времени и хотя бы отчасти, прочуствовать тяжесть и гнёт ужасающего периода репрессий.

## Научная деятельность
Музей является научно-исследовательским институтом. Научные сотрудники музея проводят работу с архивными документами, касающимися истории репрессий, занимаются сбором фактического материала. Результаты исследований регулярно издаются в виде монографий, публицистических и художественных изданий.
Также работниками музея готовятся к печати произведения выдающихся узбекских писателей и мыслителей, подвергшихся репрессиям, проводятся просветительские мероприятия среди населения.

## Галерея

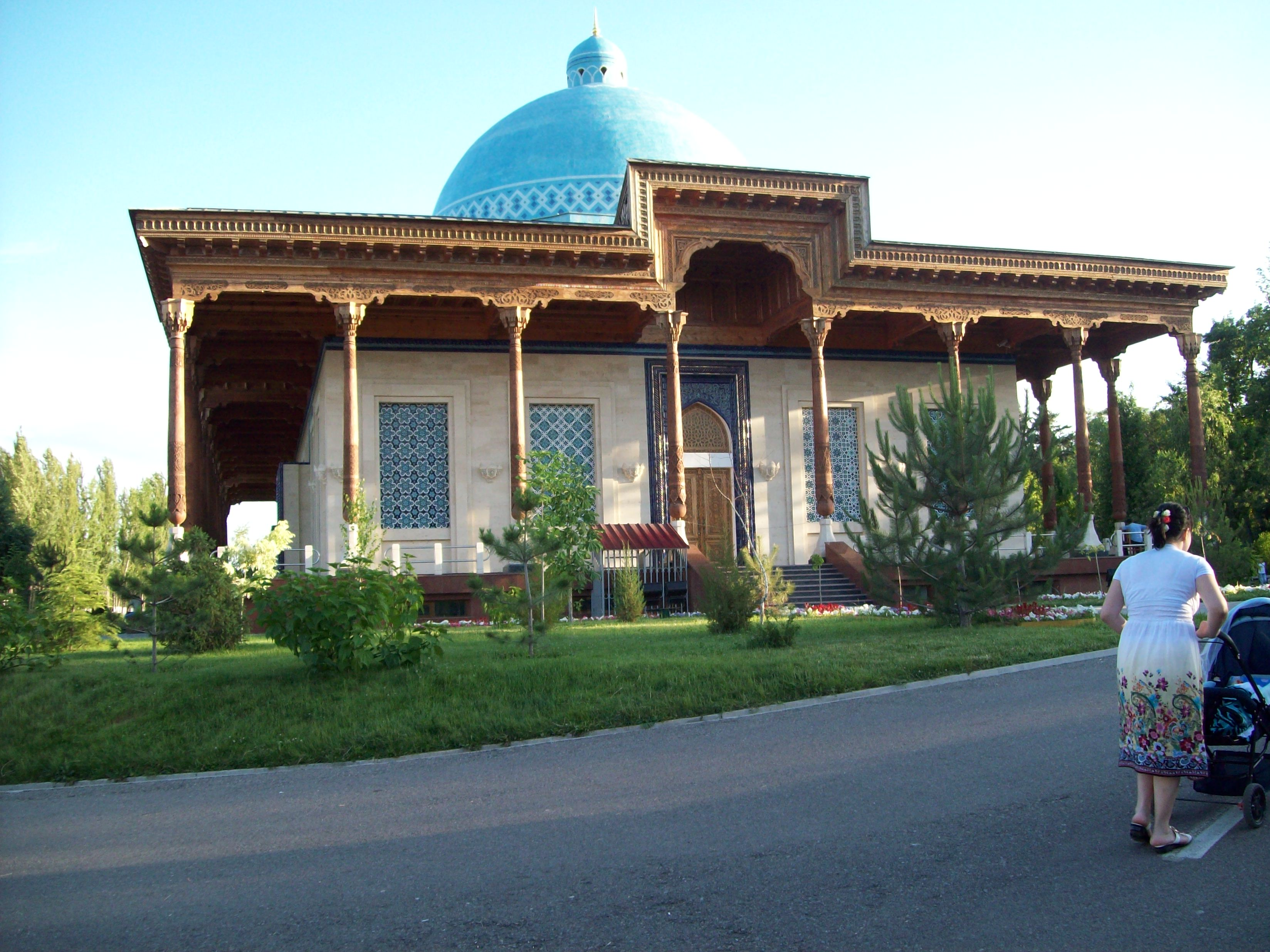
Музей памяти жертв репрессий
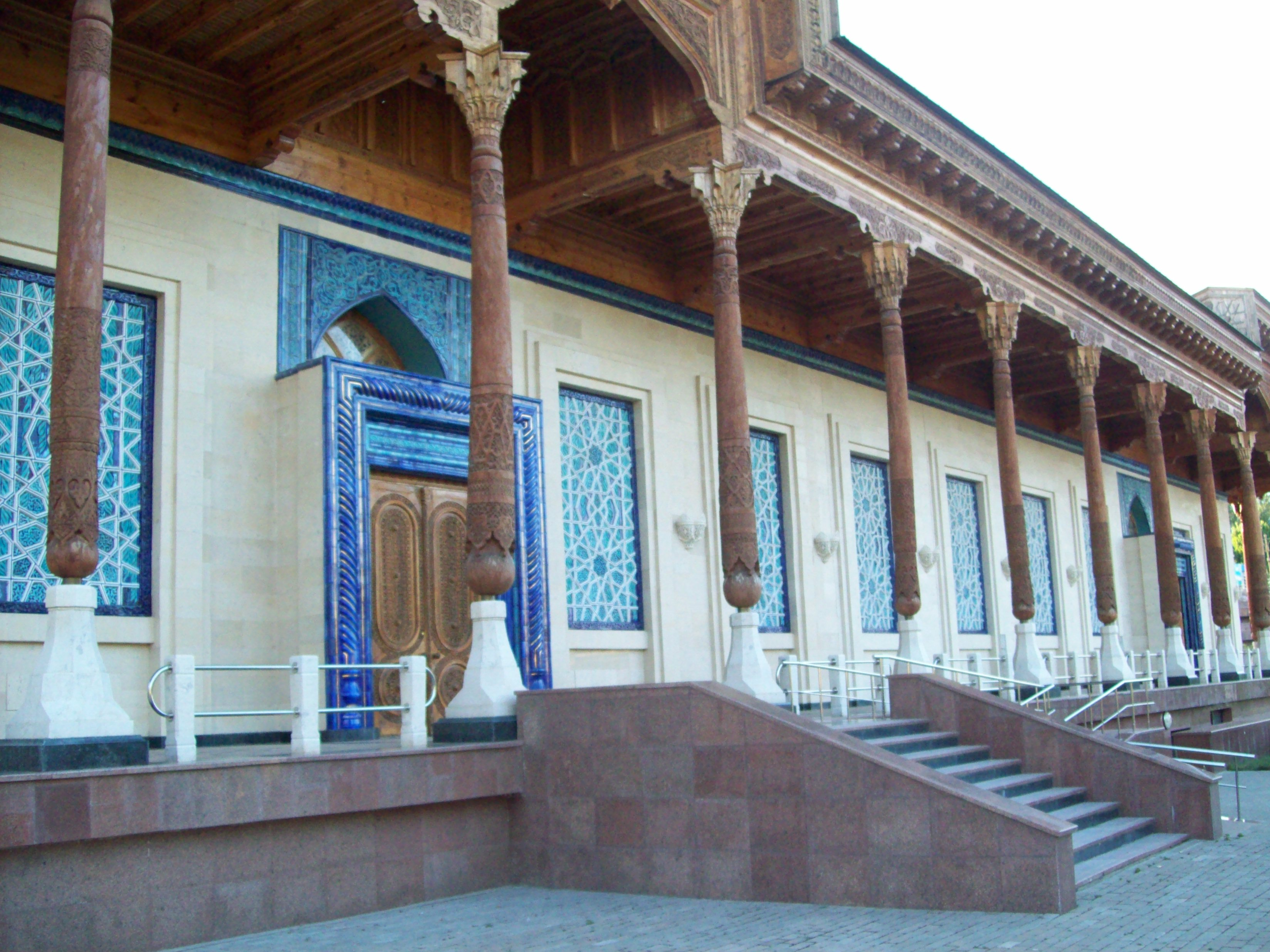
Музей памяти жертв репрессий
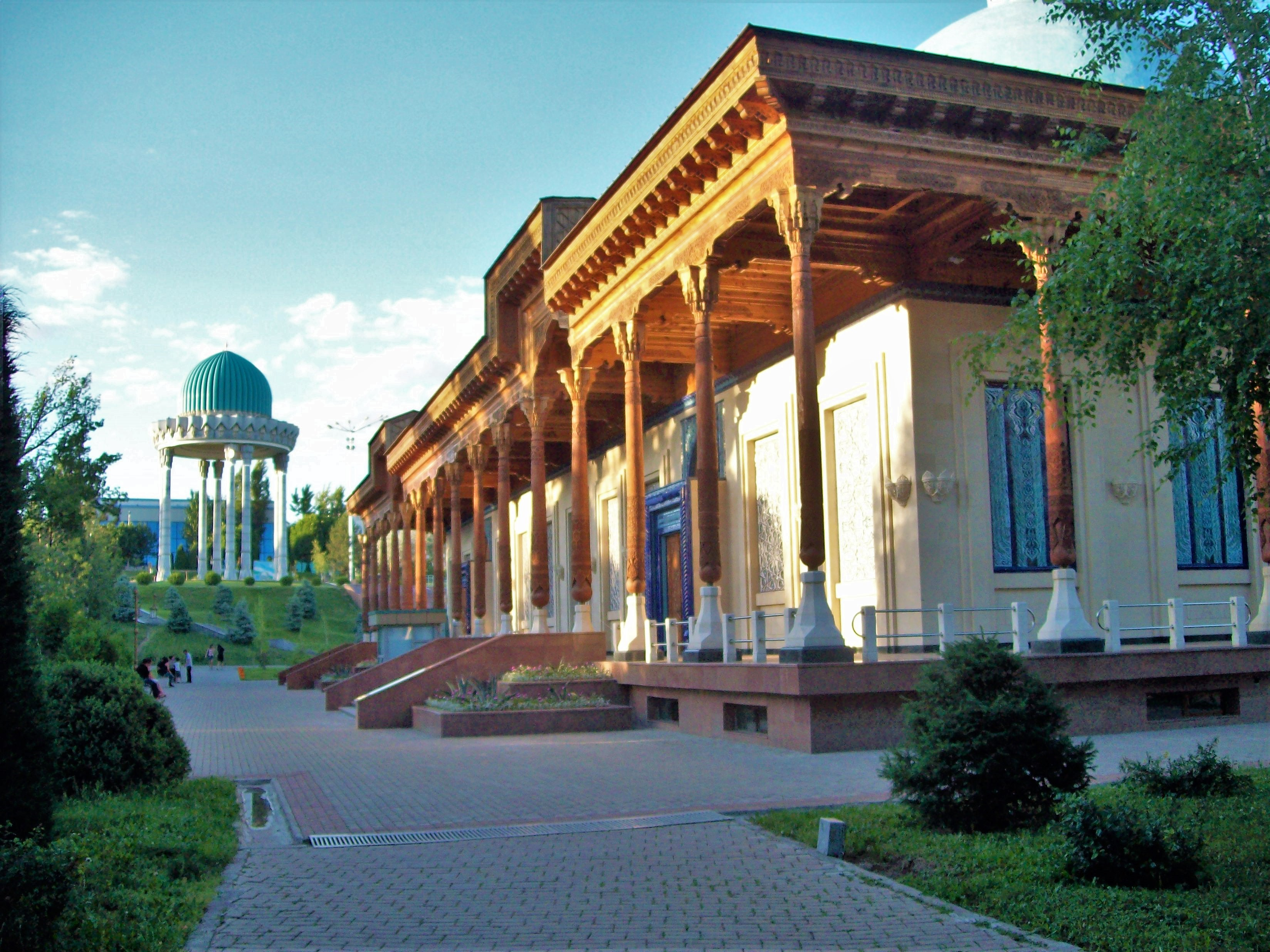
Музей памяти жертв репрессий